# Мето, Марк
Марк Фили́пп Мето́ (англ. Marc Philippe Methot; 21 июня 1985, Оттава, Канада) — профессиональный канадский хоккеист.

## Игровая карьера

### Клубная карьера
Мето начинал профессиональную карьеру в клубе ОХЛ «Лондон Найтс», где провел 3 сезона с 2002 по 2005 года. В сезоне 2004-05 его команда одержала победу в Мемориальном Кубке. Марк дебютировал в НХЛ в составе команды «Коламбус Блю Джекетс», которой был задрафтован под 168-м общим номером на Драфте НХЛ, в сезоне 2006-07. Тогда он провел 20 игр, где набрал 4 очка. На постоянной основе Мето закрепился в составе «Блю Джекетс» в сезоне 2008-09.
5 июля 2011 года «Коламбус» продлил контракт с игроком на четыре года. Играя за «Джекетс», Марк получал множество травм. Самой серьёзной из них был перелом нижней челюсти в сезоне 2011-2012.
1 июля 2012 года Мето был обменян в «Оттаву Сенаторз» на нападающего Ника Фолиньо. «Оттава» уже несколько раз пыталась получить защитника в сезоне 2011/12, но успех был достигнут только в межсезонье, так как «Сенаторз», до этого потерявшие несколько защитников, были очень нацелены на получение игрока.
В середине сезона 2015/16 Марк продлил контракт с «Оттавой» на 4 года, по которому хоккеист заработает $ 19,6 млн.
На драфте расширения 2017 года был задрафтован новым клубом «Вегас Голден Найтс». После драфта был обменян в «Даллас Старз» на молодого вратаря Дилана Фергюсона и выбор во втором раунде драфта-2020.

### Международные игры
Мето был в составе сборной Канады на чемпионатах мира в 2011 и 2012 годах. С первого он уехал без очков, а на втором в его актив были записаны 2 паса.

## Достижения
- Чемпион ОХЛ 2005
- Обладатель Мемориального Кубка 2005